# Argyreia discolor
Argyreia discolor är en vindeväxtart som beskrevs av Van Ooststr. Argyreia discolor ingår i släktet Argyreia och familjen vindeväxter. Inga underarter finns listade i Catalogue of Life.